# Norbert Keßlau
Norbert Keßlau   (Dortmund, 13 de juliol de 1962) és un remer alemany, ja retirat, que va competir sota bandera de la República Federal Alemanya durant la dècada de 1980.
El 1984 va prendre part en els Jocs Olímpics d'Estiu de Los Angeles, on fou quart en la prova del quatre sense timoner del programa de rem. Quatre anys més tard, als Jocs de Seül, va guanyar la medalla de bronze en la mateixa prova.
En el seu palmarès també destaquen quatre medalles al Campionat del món de rem, tres d'or i una de plata, entre les edicions del 1983 i 1989, així com vuit campionats nacionals entre 1983 i 1989.